# Estación Franck
Franck era una estación de ferrocarril ubicada en la localidad homónima, provincia de Santa Fe, Argentina.
La misma no presta servicios de pasajeros ni de cargas, ya que sus vías y durmientes fueron desmantelados.
Su traza correspondía al ramal F9 del Ferrocarril General Belgrano. La estación fue habilitada en 1886 por el Ferrocarril Provincial de Santa Fe. Su clausura se efectuó en los años 1960.

## Después de 1960
Después de su clausura en el año 1960, la estación estuvo mucho tiempo abandonada.
En el año 2000, se destinó y acondicionó el edificio de la estación para implementar en la localidad el Programa de Educación a Distancia de la Universidad Nacional del Litoral, llamado UNL-VIRTUAL, habilitándolo como aula satelital. En los comienzos fue un sistema con soporte satelital que, mediante la transmisión en directo, permitió la realización y dictado de carreras de pregrado, grado y posgrado vinculadas con los sectores productivos, educativos y de servicios, así como cursos cortos de actualización y perfeccionamiento para docentes, profesionales, técnicos y público en general, mediante el sistema de educación a distancia.
En el año 2011 se recupera el galpón que pertenecía a la estación y que se suma a las otras dependencias ya existentes para el desarrollo en este nuevo espacio para actividades culturales y artísticas, el S.U.M como se lo conoce se desarrollan los ensayos de la Banda Infanto-Juvenil de Franck y también del Coro Comunal. Además cuando se lo requiere se dan charlas, reuniones, exposiciones, cine y teatro.
En el año 2017, en lo que fuera el playón de la estación, se realizó y construyó un anfiteatro para eventos culturales y se incorporaron juegos de plaza para que los más chicos y la familia disfruten del espacio público. Además se hicieron trabajos de pintura y refacción tanto en la exestación como en el exgalpón.
Ese mismo año se oficializó el nombre del espacio como Plaza de Las Culturas "La Vieja Estación"
En el año 2020, a raíz de la pandemia de COVID-19, el S.U.M (exgalpón) se utilizó por parte del jardín de infantes de la localidad en el inicio del ciclo lectivo, como espacio para recibir a los niños de sala de 3 años, ya que en el jardín se estaban construyendo las nuevas aulas y no había espacio suficiente para acomodar a los niños.

## Imágenes

Render del Anfiteatro Antes de Comenzar la Obra
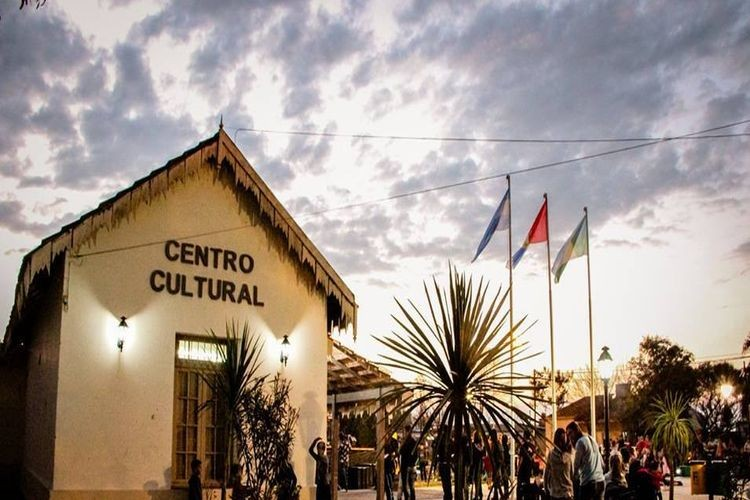